# Шпага (присілок)
Шпага (рос. Шпага) — присілок в Росії у складі Ардатовського району Нижньогородської області. Входить до складу Саконської сільської ради.

## Населення
| 1999 | 2002 | 2010 |
| ---- | ---- | ---- |
| 51   | ↘45  | ↗62  |